# 원산공작
"원산공작"은 1976년에 개봉한 대한민국의 영화이다.

## 캐스팅
- 남궁원
- 프레드 힐즈
- 박암
- 김희라
- 최정훈
- 장혁
- 강민호
- 진봉진
- 태현실
- 김운하
- 최성
- 김왕국
- 이예성
- 이예민
- 정봉섭
- 최석
- 장정국
- 박부양
- 노사강
- 이해룡
- 준
- 마도식
- 권오상
- 로버트 텁시어
- 벤쟈민 우드
- 쟈크 마크
- 라르스 크라와스
- 죤 한센
- 챨스 캐시
- 애드위드 노던
- 죠 매인
- 죤 커식
- 글렌 코텔
- 앨빈 크라나드
- 죤 시어링
- 버트 캘린
- 죠샢 알포드
- 화이트
- 헨리 미너
- 최민규
- 김우석
- 나갑성
- 안진수
- 이영호
- 김기범
- 이석구
- 손전
- 홍성중
- 박달
- 이승열
- 한명환
- 이백
- 최재호
- 박일
- 방일수
- 최일
- 지용남